# Echorausch (Band)
Echorausch ist eine Hip-Hop-Crew aus München, bestehend aus MC Teekanne, C.C.Diamond, und DJ Real. 

## Geschichte
MC Teekanne gründete 1995 mit DJ Volle Kanne die Hip-Hop-Formation Echorausch. In ihren Anfangsjahren orientierte sich die Gruppe stilistisch an amerikanischen Rap-Gruppen wie House of Pain, Cypress Hill oder auch Funkdoobiest. Darüber hinaus griff MC Teekanne immer wieder verschiedene Elemente aus dem Raggamuffin und Dancehall auf. Diese prägten insbesondere die Live-Auftritte des Echorausch. Nach diversen Veröffentlichungen und Liveauftritten kam 1997 ein weiterer MC (Nikolizer, aka. Nik Pain) dazu.
Am 25. Juni 2001 erschien auf Virgin Records das Album Des mit dem. Im Jahre 2001 trat Echorausch auf dem Splash Festival in Chemnitz auf.

## Diskografie
- ????: Zum üben war Zeit feat. DJ Radrum
- 1998: Ach so? Echofam
- 1999: Ach so? Echofam
- 2000: Frühstück am Hauptbahnhof feat. Weeh 78
- 2000: Hallo Hallo / Wie Machmas?
- 2001: Des mit dem
- 2001: Lieber nich ft. DJ Real
- 2004: Champion Sound (MC Teekanne)
- 2007: Kennst du des

### Sonstige
- 2001: Frühstück Am HBF (Monaco Remix) feat. Weeh 78 (Juice CD #06)
- 2002: Zeit ist Luxus feat. Jahcoustix auf „Erkan & Stefan gegen die Mächte der Finsternis [Soundtrack]“
- 2003: Ooh Ooh (Juice CD #32)